# Distancia de Mahalanobis
En estadística, la distancia de Mahalanobis es una medida de distancia introducida por Mahalanobis en 1936. Su utilidad radica en que es una forma de determinar la similitud entre dos variables aleatorias multidimensionales. Se diferencia de la distancia euclídea en que tiene en cuenta la correlación entre las variables aleatorias.
Formalmente, la distancia de Mahalanobis entre dos variables aleatorias con la misma distribución de probabilidad {\displaystyle {\vec {x}}} y {\displaystyle {\vec {y}}} con matriz de covarianza {\displaystyle \Sigma } se define como:
{\displaystyle d_{m}({\vec {x}},{\vec {y}})={\sqrt {({\vec {x}}-{\vec {y}})^{T}\Sigma ^{-1}({\vec {x}}-{\vec {y}})}}.\,}

## Propiedades como distancia
La distancia de Mahalanobis cumple las siguientes propiedades, necesarias para ser una distancia:
- Semipositividad: {\displaystyle d(a,b)\geq 0\ \forall a,b\in X} y además {\displaystyle d(a,b)=0\ si\ a=b}

Es decir, la distancia entre dos puntos de las mismas coordenadas es cero, y si tienen coordenadas distintas la distancia es positiva, pero nunca negativa.
- Simetría: {\displaystyle d(a,b)=d(b,a)\ \forall a,b\in X}

Intuitivamente, la distancia entre {\displaystyle a} y {\displaystyle b} es la misma que entre {\displaystyle b} y {\displaystyle a}.
- Desigualdad triangular: {\displaystyle d(a,b)\leq d(a,c)+d(c,b)\ \forall a,b,c\in X}

## Ejemplo práctico
Para entender la utilidad de la distancia de Mahalanobis se puede considerar el siguiente ejemplo práctico: Un pescador quiere poder medir la similitud entre dos salmones, por ejemplo porque quiere clasificarlos en dos tipos para su venta y poder así vender los grandes más caros. Para cada salmón mide su anchura y su longitud. Con estos datos construye un vector {\displaystyle {\vec {x}}_{i}=(x_{1i},x_{2i})^{T}} para cada salmón {\displaystyle i}.
La longitud de los salmones pescados es una variable aleatoria que toma valores entre 50 y 100cm, mientras que su anchura está entre 10 y 20cm. Si el pescador usase la distancia euclídea: {\displaystyle d_{e}({\vec {x_{1}}},{\vec {x_{2}}})={\sqrt {(x_{11}-x_{12})^{2}+(x_{21}-x_{22})^{2}}}}
O en notación vectorial: {\displaystyle d_{e}({\vec {x_{1}}},{\vec {x_{2}}})={\sqrt {({\vec {x}}_{1}-{\vec {x}}_{2})^{T}({\vec {x}}_{1}-{\vec {x}}_{2})}}}
al ser las diferencias de anchura menos cuantiosas que las de longitud, les estará dando menos importancia. Por esta razón, el pescador decide incorporar la estadística de los datos a la medida de distancia, ponderando según su varianza: las variables con menos varianza tendrán más importancia que las de mayor varianza. De esta forma pretende igualar la importancia de la anchura y la longitud en el resultado final. La expresión quedaría:
{\displaystyle d_{2}({\vec {x_{1}}},{\vec {x_{2}}})={\sqrt {\left({\frac {(x_{11}-x_{12})}{\sigma _{1}}}\right)^{2}+\left({\frac {(x_{21}-x_{22})}{\sigma _{2}}}\right)^{2}}}}
Donde {\displaystyle \sigma _{i}} es la desviación estándar de la componente {\displaystyle i} de los vectores de medidas.
O en notación vectorial: {\displaystyle d_{e}({\vec {x_{1}}},{\vec {x_{2}}})={\sqrt {({\vec {x}}_{1}-{\vec {x}}_{2})^{T}S^{-1}({\vec {x}}_{1}-{\vec {x}}_{2})}}}
Donde {\displaystyle S} es una matriz diagonal cuyos elementos en la diagonal {\displaystyle s_{ii}=\sigma _{i}^{2}}
Pero la expresión anterior tiene un problema, y es que la longitud y anchura de los salmones no son independientes; es decir, la anchura depende en cierta forma de la longitud, pues es más probable que un salmón largo sea también más ancho. Para incorporar la dependencia entre las dos variables. el pescador puede sustituir la matriz diagonal {\displaystyle S} por la matriz de covarianza {\displaystyle \Sigma }:
{\displaystyle d_{m}({\vec {x_{1}}},{\vec {x_{2}}})={\sqrt {({\vec {x}}_{1}-{\vec {x}}_{2})^{T}\Sigma ^{-1}({\vec {x}}_{1}-{\vec {x}}_{2})}}}
Que es la distancia de Mahalanobis.